# Metropolitana di Helsinki
La metropolitana di Helsinki (in finlandese Helsingin metro; in svedese: Helsingfors tunnelbana) è il sistema di metropolitana della capitale della Finlandia, Helsinki. È la rete metropolitana più settentrionale del mondo, ed attualmente è l'unica della nazione; il sistema fu aperto al pubblico il 2 agosto 1982, dopo 27 anni di progetti. La metropolitana è gestita da Helsingin kaupungin liikennelaitos (HKL).
Il sistema si sviluppa con un'unica linea che si biforca, e conta 25 stazioni su un percorso di 35 km. Serve principalmente i quartieri di Helsinki Est, ma può anche essere utilizzata come mezzo di trasporto nelle parti centrali della città. Il numero totale di passeggeri supera i 62 milioni l'anno, secondo le statistiche HKL.

## Storia
La mozione iniziale della costruzione della metropolitana a Helsinki fu effettuata nel settembre 1955. Fu fondato un comitato per lavorare su tale materia, e nel marzo 1963 fu stilato un primo progetto della rete: il sistema suggerito si estendeva per 86,5 km e comprendeva un totale di 108 stazioni. Questa ipotesi fu rifiutata dopo lunghe discussioni a causa dei costi, e l'assemblea cittadina decise di commissionare solo una linea, da Kamppi a Puotila, ad est della città.
Il via libera alla costruzione della prima tratta della rete fu dato il 7 maggio 1969, e fu previsto di finire entro il 1977. Il tracciato di prova, tra il deposito di Roihupelto a Herttoniemi fu completato nel 1971; tuttavia, nacquero diversi problemi nella prova, tra cui il deterioramento ed errori nel materiale rotabile, pertanto il sistema non fu inaugurato fino al 1982, cinque anni dopo il previsto.
Il 1º giugno 1982 furono aperti al pubblico i tratti di linea testati, ma il sistema non fu inaugurato ufficialmente fino al 2 agosto 1982, 27 anni dopo la mozione iniziale dell'assemblea cittadina. La rete, in origine, contava solo sei stazioni tra Stazione Centrale e Itäkeskus, e da allora sono state aggiunta altre 11 stazioni, tra cui una stazione di biforcazione a Itäkeskus.

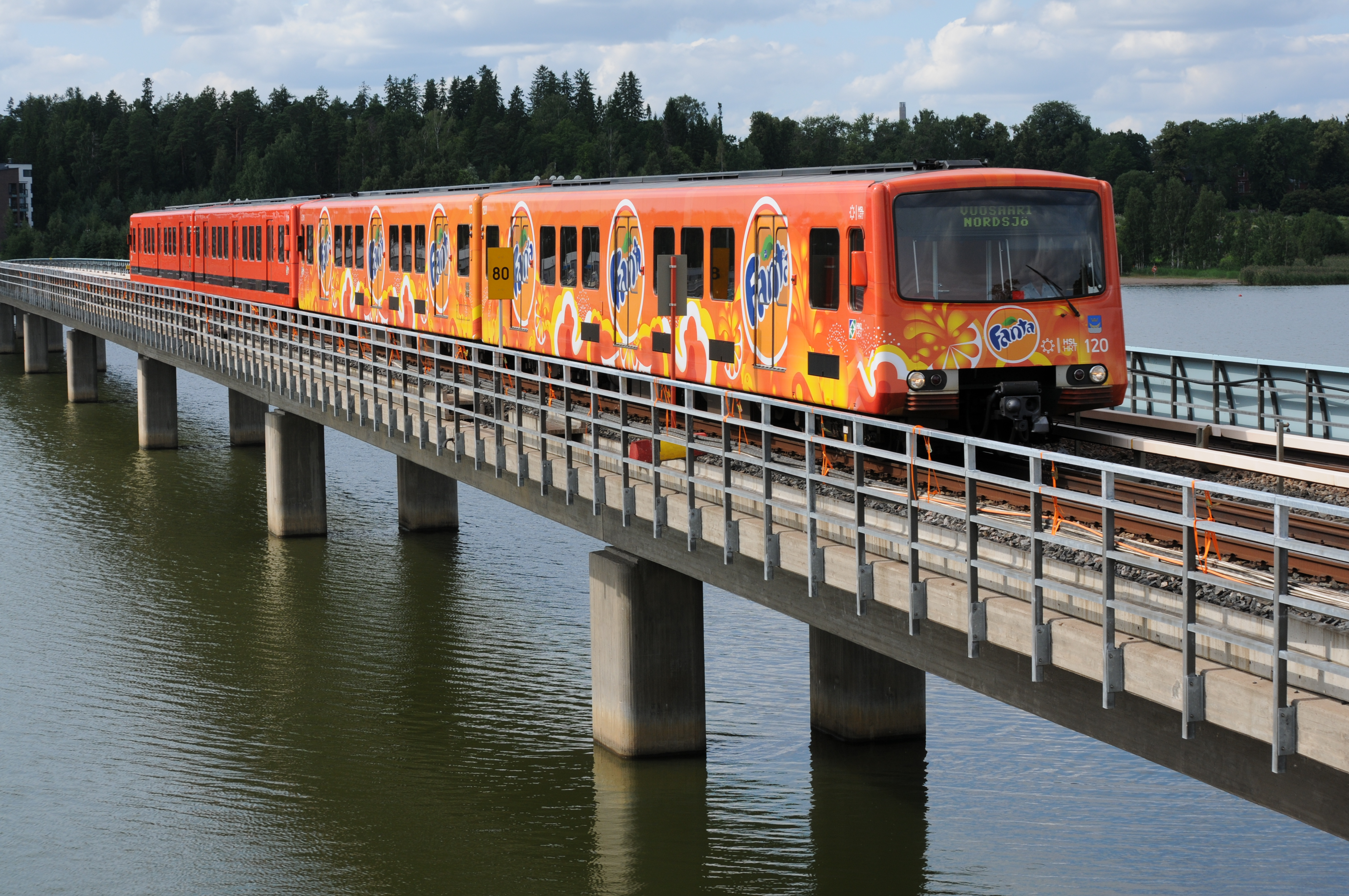
Convoglio della metropolitana (serie 100) che attraversa un ponte nella Helsinki orientale, tra le stazioni Rastila e Puotila.

### Espansione della rete
- 1971: Herttoniemi – Roihupelto (tratta di test)
- 1º giugno 1982: Hakaniemi – Itäkeskus (servizio nell'ora di punta)
- 1º luglio 1982: Rautatientori (Staz. Centrale) – Hakaniemi (ora di punta)
- 2 agosto 1982: cerimonia ufficiale di apertura
- 1º marzo 1983: Kamppi – Rautatientori
- 1º settembre 1984: aperta Sörnäinen
- 21 ottobre 1986: Itäkeskus – Kontula
- 1º settembre 1989: Kontula – Mellunmäki
- 16 agosto 1993: Ruoholahti – Kamppi
- 1º marzo 1995: aperta Kaisaniemi
- 31 agosto 1998: Itäkeskus – Vuosaari
- 1º gennaio 2007: aperta Kalasatama
- 18 novembre 2017: Ruoholahti - Matinkylä

Dopo decenni di dibattiti e progetti, l'estensione della metropolitana ad ovest (Länsimetro) ha ricevuto il via libera.

## La rete

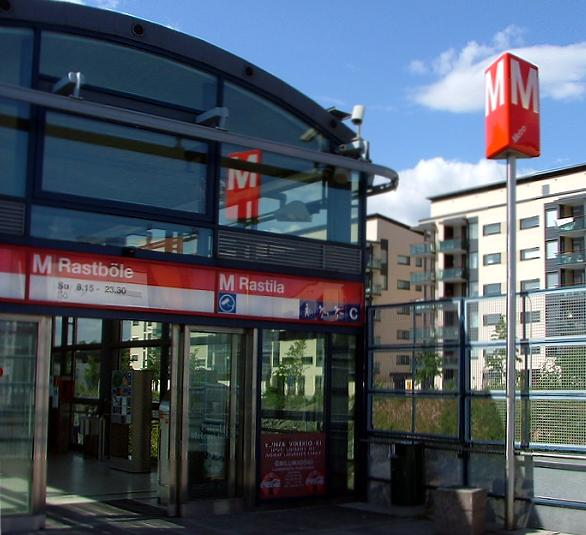
Entrata della stazione Rastila.

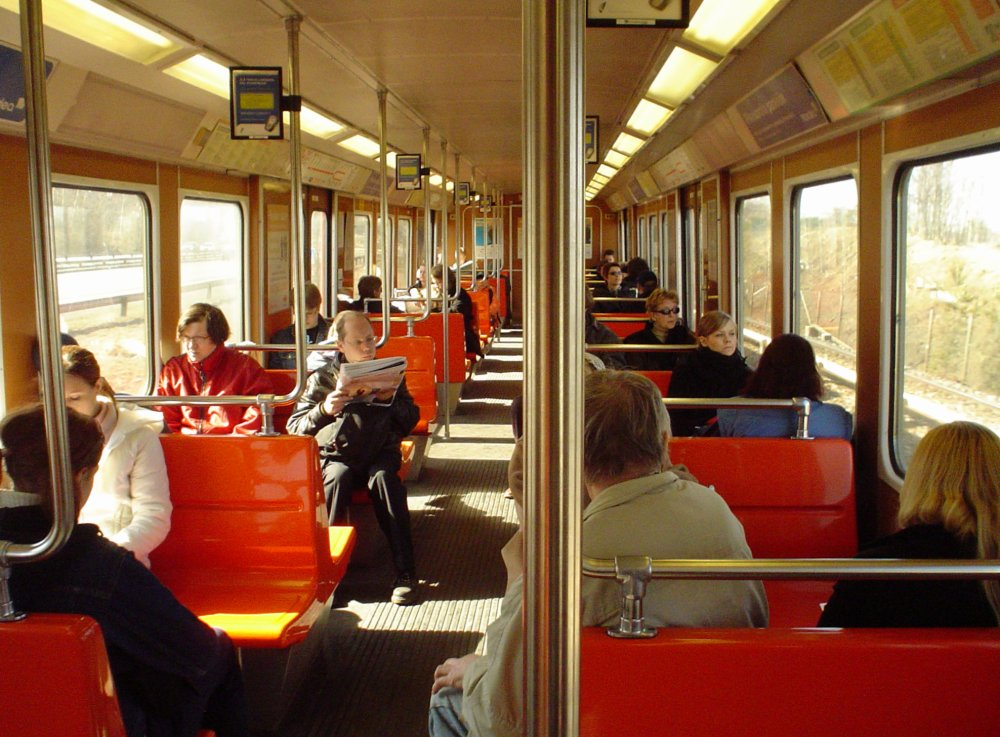
Vista dall'interno di un treno M100.

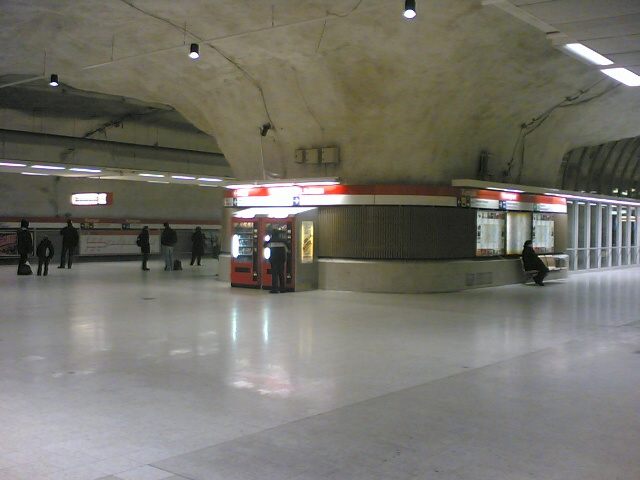
Banchina alla stazione Kamppi.

Il sistema della Metropolitana di Helsinki conta attualmente 25 stazioni, poste a forma di Y, in cui la linea centrale corre dal centro cittadino verso i quartieri orientali. La linea si biforca alla stazione Itäkeskus; le sei stazioni al centro di Helsinki sono sotterranee, mentre le 11 stazioni orientali sono in superficie.
I treni della metropolitana si intervallano ogni quattro e cinque minuti, e si alternano in direzione Mellunmäki (nord) e in direzione Vuosaari (est). Tutti i treni si fermano ad ogni stazione, e i nomi delle stesse sono annunciati sia in lingua finlandese che in svedese (ad eccezione di Rautatientori e Aalto University, il cui nome è annunciato anche in inglese.
La metropolitana di Helsinki è stata progettata come mezzo di trasporto di massa integrato in una rete multimodale, il che significa che tra le stazioni vi sono collegamenti di autobus che le collegano anche con i quartieri circostanti. Prendere un bus fino alla stazione della metropolitana, è spesso l'unico modo per raggiungere il centro cittadino partendo da alcuni quartieri. Ad esempio, a partire dall'inaugurazione della metro, tutte le corse in orario diurno da Laajasalo terminano a Herttoniemi.

### Stazioni

#### Matinkylä - Itäkeskus
- Matinkylä (Mattby)
- Niittykumpu (Ängskulla)
- Urheilupuisto (Idrottsparken)
- Tapiola (Hagalund)
- Aalto-yliopisto (Aalto-universitetet)
- Koivusaari (Björkholmen)
- Lauttasaari (Drumsö)
- Ruoholahti (Gräsviken)
- Kamppi (Kampen)
- Rautatientori (Stazione Centrale) (Rautatientori / Järnvägstorget)
- Kaisaniemi (Kajsaniemi)
- Hakaniemi (Hagnäs)
- Sörnäinen (Sörnäs)
- Kalasatama (Fiskhamnen)
- Kulosaari (Brändö)
- Herttoniemi (Hertonäs)
- Siilitie (Igelkottsvägen)
- Itäkeskus (Östra centrum)

#### Itäkeskus - Mellunmäki (ramo nord)
- Itäkeskus (Östra centrum)
- Myllypuro (Kvarnbäcken)
- Kontula (Gårdsbacka)
- Mellunmäki (Mellungsbacka)

#### Itäkeskus - Vuosaari (ramo sud)
- Itäkeskus (Östra centrum)
- Puotila (Botby gård)
- Rastila (Rastböle)
- Vuosaari (Nordsjö)

### Accesso
Il fatto che gran parte delle stazioni sia situata in superficie, rende la rete metropolitana più accessibile ai passeggeri con problemi di mobilità. Non ci sono scale nella gran parte delle stazioni in superficie, e lo spostamento dalla strada fino alla stazione più essere effettuato tramite scale mobili o ascensori. Anche i treni non presentano barriere architettoniche: non hanno alcun gradino di accesso e le banchine sono sempre allo stesso livello del pavimento dei treni.

### Biglietti
I biglietti della metropolitana sono compatibili con le altre forme di trasporto della città gestite da Helsingin kaupungin liikennelaitos (HKL). Alle macchinette automatiche possono essere acquistati biglietti singoli, ma questo servizio è fornito anche tramite SMS. Ogni biglietto può essere utilizzato anche in caso di trasbordi con altre forme di trasporto nella città, ed è valido per un'ora. Sulla metropolitana sono anche validi i pass concessi da HKL o da YTV (Consiglio Metropolitano di Helsinki).

## Materiale rotabile

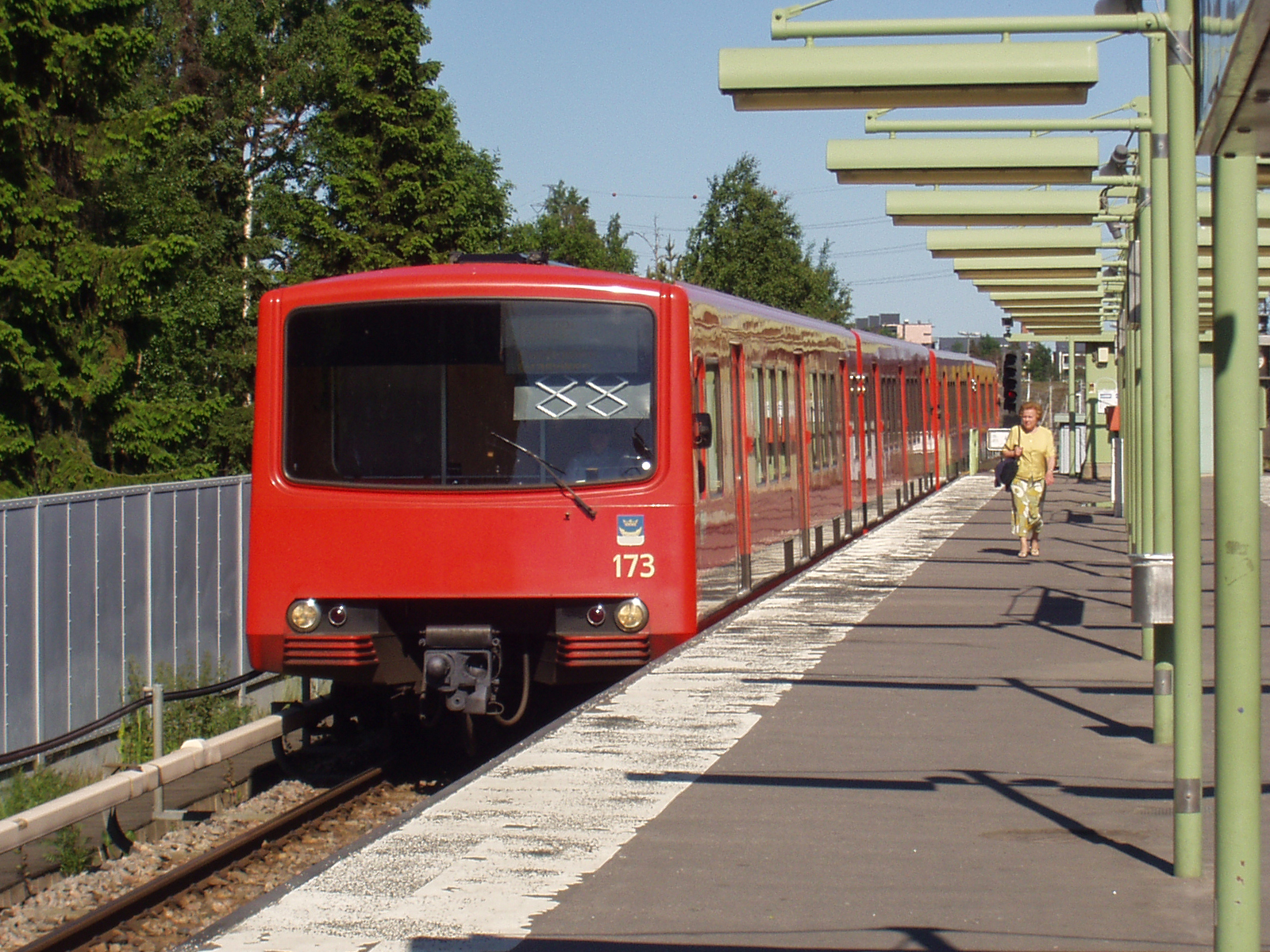
Convoglio della metropolitana alla stazione Kulosaari.

I treni della metropolitana di Helsinki sono tecnologicamente simili a quelli della rete ferroviaria che serve i quartieri settentrionali e occidentali di Helsinki. Lo scartamento è di 1524 mm, come in tutta la rete ferroviaria finlandese. L'elettricità utilizzata dai treni della metropolitana è a 750 volt DC, fornita tramite la terza rotaia, a lato del tracciato ferroviario.
Sono attualmente in servizio due tipologie di convogli della metropolitana. La serie M100 fu costruita da Strömberg all'inizio degli anni ottanta, mentre la nuova serie M200 da Bombardier, ed è in uso dal 2001. Nonostante la rete sia stata costruita negli anni settanta e '80, è ancora moderna, se comparata ad altri sistemi metropolitani nel mondo.
La velocità normale dei convogli è di 70 km/h nei tunnel e 80 km/h nella porzione della linea che si sviluppa in superficie. In corrispondenza degli scambi, la massima velocità è di 35 km/h o 60 km/h.

## Futuro

Cartina della rete ferroviaria di Helsinki insieme alla linea metropolitana e alle previste estensioni.

L'ultimo grande cambiamento al sistema della metropolitana è stato il completamento della nuova stazione Kalasatama, tra Sörnäinen e Kulosaari. La nuova stazione serve la nuova area "Sörnäistenranta-Hermanninranta" (Porto Orientale), ex struttura portuale che verrà ammodernata quando le sue funzioni verranno spostate al nuovo Porto di Vuosaari, ad est della città. È in progetto un'altra nuova stazione a Roihupelto, tra Siilitie e Itäkeskus. Questa nuova fermata servirà una futura area residenziale, il progetto della quale deve ancora prendere forma.
La città di Helsinki sostiene anche progetti per estendere la metropolitana ai vicini comuni di Espoo ad ovest e Vantaa e Sipoo a nord-est. I comuni stessi non sostengono invece l'idea, e in particolare l'estensione proposta verso Espoo (la cosiddetta länsimetro) ha provocato molte discussioni e scontri politici ad Espoo, oltre che tra questa e Helsinki. Tuttavia, secondo un'indagine condotta nel 2005, il 75% della popolazione di Espoo è favorevole all'estensione della rete, e nel settembre 2006 il Consiglio cittadino di Espoo ha deciso di iniziare a costruire la länsimetro. L'estensione è prevista per il 2013; attualmente, per raggiungere Espoo, è necessario fermarsi con la metropolitana a Kamppi, da dove si deve prendere un bus.
È anche in progetto una seconda linea, da Laajasalo, incrociando Kamppi, verso Pasila, a nord della città, e possibilmente fino all'Aeroporto di Helsinki-Vantaa. Questo progetto è già stato esaminato dall'assemblea cittadina, ma probabilmente non verrà costruito prima del 2020; in previsione di questa eventualità, comunque, alla stazione Kamppi è già stata costruita la banchina in modo da poter essere convertita in stazione di interscambio.
Il 17 maggio 2006 il consiglio cittadino di Helsinki ha deciso che i treni attuali, manovrati manualmente, dovranno essere sostituiti da treni automatici, operanti senza manovratori. L'estensione della rete non potrà verificarsi finché questo obiettivo non sarà raggiunto (la previsione è per il 2011).

## Stazioni non utilizzate
Oltre alle stazioni della metropolitana già operative, il progetto in previsione di eventuali allargamenti della rete ha portato alla costruzione di altre strutture, in caso di necessità.
Kamppi
L'attuale stazione sorge in direzione est-ovest; nel 1981, contemporaneamente alla costruzione della stazione, è stata costruita una seconda stazione posta ad angolo retto con la precedente (nord-sud), al di sotto di essa e con una banchina lunga 100 metri. I tunnel progettati per collegare eventualmente le linee si estendono dal limite ovest di Kamppi. Il progetto e le fotografie del secondo livello sono stati pubblicati da Helsingin Sanomat.
Hakaniemi
Ad Hakaniemi furono costruiti due ambienti, pensati per future espansioni; il secondo è attualmente inutilizzato.
Kaisaniemi
Esiste una seconda area al di sotto dell'attuale banchina, da utilizzare in vista di una futura espansione.
Munkkivuori
I progettisti del primo centro commerciale della Finlandia furono molto entusiasti riguardo ai progetti della rete metropolitana in tutta Helsinki. Costruita nel 1964, la stazione non compare in nessuna futura linea e probabilmente non verrà utilizzata. L'area della banchina è parzialmente occupata da materiali di scarto da costruzione e l'unica traccia evidente dell'esistenza della stazione sono un paio di grandi scale mobili, che portano verso il basso dal livello del centro commerciale, verso l'area in cui avrebbero dovuto esserci le biglietterie. L'ingresso del secondo livello è dietro al negozio del fotografo.

## Statistiche
Secondo Helsingin kaupungin liikennelaitos (HKL, Trasporti della Città di Helsinki), nel rapporto annuale del 2003 la rete metropolitana risultò aver sostenuto un traffico di 44,5 milioni di passeggeri, che effettuarono 404,1 milioni di chilometri. I ricavi della divisione metropolitana della HKL furono di 16,9 milioni di euro, con un guadagno di 3,8 milioni.
La metropolitana è la forma di trasporto più economica di Helsinki, con un costo di soli 0,032 euro per chilometro per passeggero. La stessa cifra di merito per la seconda forma più economica, il tram, è di 0.211 euro.
Nel 2002, la metropolitana ha utilizzato 39,8 GWh di elettricità (nel 2001 erano 32,2 GWh), il che corrisponde a 0,10 kWh per passeggero per chilometro, ed è più economica rispetto all'energia utilizzata dai tram (0,19 kWh per passeggero per chilometro).